# Jaropolk I
Jaropolk I Svjatoslavitsj (ca. 958–960 – 11 juni? 980) (Russisch: Ярополк I Святославич) was de jonge, en eerder raadselachtige knjaz van Kiev tussen 972 en 980. Hij erfde de Kievse troon van zijn vader, Svjatoslav de Veroveraar, die ten strijde getrokken was tegen de Donau-Bulgaren. Kort na Svjatoslavs dood brak er echter een burgeroorlog uit tussen Jaropolk en zijn broers. Volgens één kroniek vermoordde Oleg (Jaropolks broer) Ljoet, de zoon van Jaropolks raadgever en opperbevelhebber van diens leger Sveneld. Deze stond erop dat Jaropolk wraak zou nemen, en dus ondernam hij een veldtocht tegen zijn broer, waarin hij hem vermoordde. Vervolgens zond Jaropolk zijn mannen naar Novgorod, dat zijn broer Vladimir na het nieuws van Olegs dood ontvlucht was. Zo werd Jaropolk de enige heerser van het Kievse Rijk.
In 980 keerde Vladimir terug met Varjaagse huursoldaten, en viel Jaropolk aan. Op weg naar Kiev belegerde Vladimir tevens de stad Polotsk, omdat Rogned', de dochter van de vorst van Polotsk, zijn broer Jaropolk boven hem gekozen had. Rogned' vond zichzelf te edel om met de zoon van een slavin te trouwen, maar Vladimir beantwoordde haar weigering met de verovering van Polotsk, het doden van haar vader en broers en een gedwongen huwelijk met hem.
Vervolgens belegerde Vladimir Kiev met de hulp van de bojaar Bloed, die na de dood van Sveneld Jaropolks raadgever geworden was. Bloed verraadde Jaropolk echter, door hem aan te raden Kiev te ontvluchten, en zich terug te trekken in de stad Rodja aan de monding van de rivier de Ros'. Maar Vladimir belegerde ook Rodja, en vroeg Jaropolk om vredesonderhandelingen. Jaropolk vertrouwde Bloed en zijn broer in hun wil tot vrede, en ging mee naar Vladimirs hoofdkwartieren, waar hij door twee Varjagen vermoord werd.